# Sultanmees
De sultanmees (Melanochlora sultanea) is een zangvogel uit de familie Paridae (mezen).

## Verspreiding en leefgebied
Deze soort komt voor van de Himalaya tot Indochina en telt vier ondersoorten:
- M. s. sultanea: van de oostelijke Himalaya tot zuidelijk China, noordelijk Thailand en Myanmar.
- M. s. flavocristata: centraal en zuidelijk Thailand, Maleisië en Sumatra.
- M. s. seorsa: noordelijk Indochina, zuidoostelijk China en Hainan.
- M. s. gayeti: zuidoostelijk Laos en het zuidelijk-centraal Vietnam.